# Semi Automatic Ground Environment

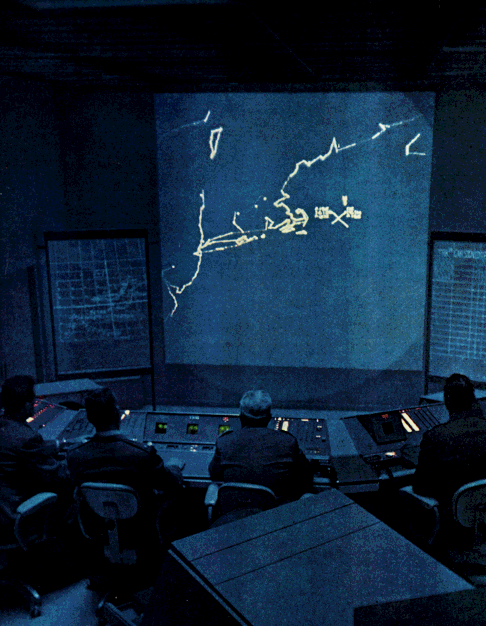
Sala de Control SAGE. La pantalla mostra el mapa dels EUA, sector nord. Les imatges es proporcionen per MITRE

Semi Automatic Ground Environment (SAGE) és un sistema automàtic de detecció, seguiment i intercepció d'aeronaus enemigues del NORAD utilitzat entre els anys 1950 i 80. En el moment en què el sistema va estar plenament operatiu, l'amenaça d'avions soviètics havia estat completament substituïda per la de míssils balístics intercontinentals. Tanmateix, la SAGE va ser un sistema molt innovador, era un sistema en línia basat en ordinadors, gestionat en temps real i comunicat per mòdems. En general, és considerat un dels més avançats i grans sistemes de computació mai desenvolupat. La tasca d'IBM per al projecte SAGE (el disseny i l'aplicació de l'ordinador AN/FSQ-7, la vàlvula termoiònica dels nuclis de ferrita de la memòria a la base del computador Whirlwind II) va ser un important factor d'èxit de la societat i, per descomptat, va reforçar el lideratge d'IBM en el sector de la informàtica.